# Vizcondado de Perellós
El Vizcondado de Perellós es un título nobiliario español creado el 13 de enero de 1391 por el rey de Aragón Juan I a favor de Raimundo de Perellós,  II vizconde de Rueda, Consejero y Camarlengo del rey, Capitán General y Almirante, Señor del castillo y lugar de Roda, en Cataluña.

## Vizcondes de Perellós
|                                 | Titular                                       | Periodo                       |
| Creación por Juan I de Aragón   | Creación por Juan I de Aragón                 | Creación por Juan I de Aragón |
| ------------------------------- | --------------------------------------------- | ----------------------------- |
| I                               | Raimundo de Perellós                          | 1391-                         |
| .                               | .                                             |                               |
| Rehabilitación por Alfonso XIII |                                               |                               |
| XII                             | José María Arróspide y Álvarez                | 1917-                         |
| XIII                            | María de los Dolores de Arróspide y Arróspide |                               |
| XIV                             | José Luis Patiño y Arróspide                  | 1956                          |
| XV                              | María Cristina Patiño y Cobián                | 2011-actual titular           |

## Historia de los Vizcondes de Perellós
- Raimundo de Perellós, I vizconde de Perellós.

Rehabilitado en 1917 por:
- José María de Arróspide y Álvarez (1887-1936/9), XII vizconde de Perellós, III duque de Castro-Enríquez, XI conde de Plasencia, XVIII vizconde de Rueda (por rehabilitación a su favor en 1917), barón de Bétera (por rehabilitación a su favor en 1917), barón de la Daya (por rehabilitación a su favor en 1917).

1. Casó con María de los Dolores de Arróspide y Ruiz del Burgo.

Tuvieron por hijos a:
1. María del Carmen de Arróspide y Arróspide, XIX vizcondesa de Rueda. Casó con José de Silva y Goyeneche.
2. María de los Dolores de Arróspide y Arróspide, XIII vizcondesa de Perellós, que sigue.
3. María del Dulce Nombre de Arróspide y Arróspide, Baronesa de Bétera. Casó con Buenaventura Patiño y Fernández-Durán.
4. María del Pilar de Arróspide y Arróspide, Baronesa de la Daya. Casó con Carlos Doiz de Espejo y González de la Riva.
5. Francisco de Arróspide y Arróspide, IV duque de Castro-Enríquez, XII conde de Plasencia. Casó con María del Carmen Valera y Ramírez de Saavedra.

- María de los Dolores de Arrróspide y Arróspide (.-1953), XIII vizcondesa de Perellós.

1. Casó con Francisco Patiño y Fernández-Durán, XIV conde de Guaro. Le sucedió, en 1956, su hijo:

- José Luis Patiño y Arróspide, XIV vizconde de Perellós.

1. Casó con María de la Encarnación Cobián y Cubas. Le sucedió su hija:

- María Cristina Patiño y Cobián, XV vizcondesa de Perellós, desde 2011.